# Тепловка (Рузаевский район)
Тепловка (Никольское) — село в Рузаевском районе Мордовии. Входит в Мордовско-Пишлинское сельское поселение.
Находится на речке Стрелка в 9 км к северо-западу от центра Рузаевки и в 20 км к юго-западу от Саранска. Вблизи села проходит автодорога Р158 (Нижний Новгород — Саранск — Пенза — Саратов).
| 2002 | 2010 |
| ---- | ---- |
| 6    | ↘5   |

Население русское.

## История
В «Атемарской десятне 1669—1670 года» указан основатель села — служилый дворянин Аким Григорьевич Теплов (служил по Саранску с 1658 года), сын основателя одноименного села в Саранском уезде (ныне Кочкуровский район). Инсарская Тепловка вплоть до XX века оставалась некрупным поселением — 1500 жителей вместе с приписными деревнями Боголюбовка, Каменка (владение Огаревых), Быковка. До революции относилась к Инсарскому уезду Пензенской губернии.
Первый храм, деревянный Никольский (отсюда второе название села), был возведен в 1754 году, а в 1848 году его капитально перестроили. Несмотря на это, приход оставался недоволен своей церковью, тесной и не очень приглядной. В 1893 году началось возведение нового храма, тоже деревянного; безденежье заставило отложить стройку, завершенную только в 1903 году. Летнюю часть в 1903 году освятили в честь Покрова Пресвятой Богородицы, зимнюю, в приделе, — в память о прежнем храме во имя святителя Николая, архиепископа Мирликийского.
В 1930-е годы храм был реквизирован и поэтапно уничтожен. Приход не восстановлен по причине значительного сокращения населения.